# Доходный дом Первого Российского страхового общества (Москва)
Доходный дом Первого Российского страхового общества — исторический доходный дом в Москве, расположен на углу улиц Кузнецкий Мост и Большой Лубянки. Здесь в 1918—1952 годах размещался Народный комиссариат по иностранным делам (с 1946 года — Министерство иностранных дел СССР). Здание является выявленным объектом культурного наследия.

## История
В начале XVIII века несколько больших участков на углу Введенской улицы (современного Кузнецкого Моста) и Сретенки (современной Большой Лубянки) принадлежало князьям Голицыным: вначале Д. Г. Голицыну, а затем его сыну Алексею и внуку Николаю. Обширный двор Голицыных включал в себя двухэтажные каменные палаты и деревянные строения вокруг. В 1819 году владение перешло В. В. Варгину — богатому меценату и коммерсанту, монопольному поставщику заказов для российской армии. В его доме бывали поэт А. Ф. Мерзляков, братья Н. А. Полевой и К. А. Полевой. Н. В. Гоголь называл В. В. Варгина «умным купцом в Москве». В 1830 году Варгин попал в опалу у военного министра А. И. Татищева, был заключён под стражу, а над его имениями установлена опека, которая была снята только в 1858 году.

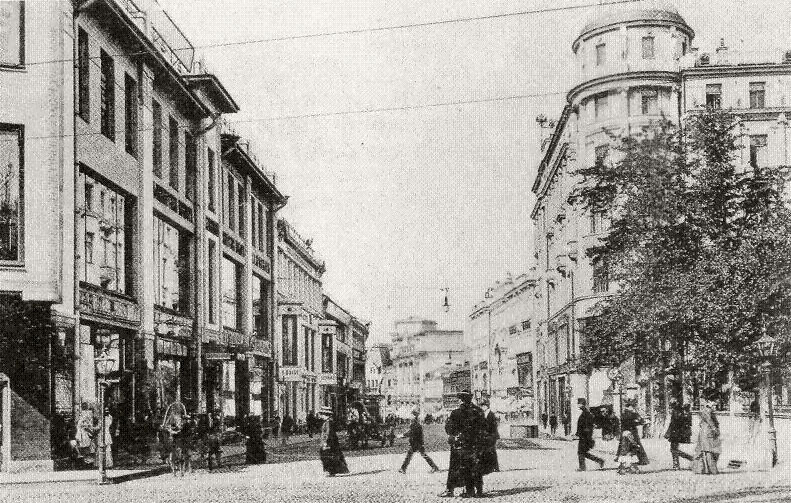
Вид с Большой Лубянки, справа угловая с Кузнецким Мостом часть дома № 21/5, ок. 1900 г.

После кончины Варгина в 1859 году владение перешло наследникам, в числе которых были М. И. Лясковская, жена профессора химии Московского университета Н. Э. Лясковского, и её брат Н. И. Варгин, сотрудник Общества сельского хозяйства. М. И. Лясковская приходилась крёстной матерью поэту Андрею Белому, давшему ей в своих воспоминаниях нелицеприятную оценку. С середины XIX века в двухэтажном здании, фасадом выходившем на Кузнецкий Мост, размещались многочисленные магазины: полотняной фабрики Мертваго, ювелирный Овчинникова, книжный рижского купца В. Дейбнера, антикварных и редких вещей А. А. Бо, первой в России фабрики гнутой буковой мебели Войцехова. В начале 1900-х годов здесь жил художник-график И. Н. Павлов, получивший известность оригинальными станковыми ксилографиями и линогравюрами с изображениями архитектуры старой Москвы.
В 1880-х годах во владении Варгиных-Лясковских разместилось учреждённое Н. С. Мордвиновым и Л. И. Штиглицем Первое Российское страховое общество от огня, которое в 1903 году приобрело весь обширный участок за крупную по тем временам сумму — 1 миллион 6 тысяч 518 руб. 56 коп. По заказу Страхового общества в 1905—1906 годах архитекторами Л. Н. Бенуа и А. И. Гунстом был построен большой шестиэтажный доходный дом в свободном неоклассическом стиле, выходящий фасадами на Большую Лубянку и Кузнецкий Мост. На закладке, как писала пресса, «огромного миллионного здания» присутствовал московский генерал-губернатор А. А. Козлов и другие высокопоставленные лица. Доходный дом на Кузнецком Мосту — единственная московская постройка Леонтия Бенуа, известного и влиятельного зодчего и преподавателя, учителя многих ставших впоследствии знаменитыми архитекторов. В 1911—1914 годах этими же архитекторами в Санкт-Петербурге был построен ещё один доходный дом для Первого Российского страхового общества, ставший известным позднее как дом Бенуа.
План здания определён тем, что во время его постройки на углу Кузнецкого Моста и Большой Лубянки стояла Церковь Введения Пресвятой Богородицы во Храм. После строительства по периметру церкви доходного дома Первого Российского страхового общества, на этом месте образовался проезд Первого Российского Страхового Общества.
В 1910-х годах в доме размещалась фотография К. А. Фишера, арендовал помещение Первый русский автомобильный клуб Москвы, председателем которого был князь Ф. Ф. Юсупов. С 1918 года и до постройки в 1952 году высотного здания на Смоленской-Сенной площади здесь размещался Народный комиссариат по иностранным делам (с 1946 года — Министерство иностранных дел СССР). В 1934 году в здании открылся Институт по подготовке дипломатических и консульских работников. На доме установлены мемориальные доски в память о Г. В. Чичерине, бывшим в 1918—1930 годах Наркомом иностранных дел, и о Л. М. Карахане, бывшим в 1926—1934 годах заместителем Наркома иностранных дел. В доме в разное время жили: оперная певица и педагог Т. С. Любатович, историк-востоковед А. Ф. Миллер, актриса Р. Зелёная. Кроме того, в этом доме родился и провёл детство писатель Ю. Коринец, что впоследствии отразил в автобиографическом романе «Привет от Вернера». После переезда МИДа на Смоленскую-Сенную площадь в доме размещался Московский городской совнархоз, а также Министерства СССР: юстиции; промышленности продовольственных товаров; рыбной промышленности; автомобильного, тракторного и сельскохозяйственного машиностроения.
В небольшом парадном дворе доходного дома 11 мая 1924 года был установлен бронзовый памятник революционеру и одному из первых советских дипломатов В. В. Воровскому, сооружённый по проекту скульптора М. И. Каца и установленный на этом месте в годовщину гибели В. В. Воровского. Под предлогом переноса памятника Воровскому в мае 1924 года была начата кампания по сносу церковного здания. В октябре 1924 года отрядом безработных была сломана колокольня, а в следующем году снесено и само здание Введенской церкви. Освободившийся угол между Кузнецким Мостом, Большой Лубянкой и Фуркасовским переулком получил название площади Воровского, однако памятник В. В. Воровскому в её центр так и не был перенесен. В настоящее время доходный дом Первого Российского страхового общества выходит фасадами на площадь, большую часть которой занимает автомобильная стоянка.
Доходный дом Первого Российского страхового общества является выявленным объектом культурного наследия.